# Siphonops paulensis
El cutuchi (Siphonops paulensis) es una especie de anfibio gimnofión de la familia Caeciliidae. Es endémica de América del Sur. Habita en el sur de la provincia de Misiones y en el nordeste de la de Corrientes (Argentina), en el oriente de Bolivia, en la mitad sureste del Brasil y en el nordeste del Paraguay.
Sus hábitats naturales incluyen bosques secos tropicales o subtropicales, sabanas secas y húmedas, praderas a baja altitud inundadas temporalmente, plantaciones, jardines rurales, áreas urbanas y zonas previamente boscosas ahora muy degradadas.